# Fábio Manuel Matos Santos
Fábio Manuel Matos Santos (Viseu, 22 maggio 1988) è un ex calciatore portoghese, di ruolo difensore.

## Caratteristiche tecniche
È un difensore centrale che sa giocare anche in posizione più avanzata a copertura della difesa.